# El extraño hijo del Sheriff
El extraño hijo del Sheriff es una película de suspenso, terror y western mexicana de 1986, dirigida por Fernando Durán Rojas y protagonizada por Mario Almada, Eric del Castillo y Rosa Gloria Chagoyán. Esta cinta fue filmada en 1982 y estrenada hasta 1986.

## Trama
En el oeste de 1890, durante una epidemia de peste, a finales del siglo XIX, nacen en México dos siameses unidos, hijos del sheriff de un pueblo. La madre muere en el parto y el sheriff, avergonzado de aquella aberración decide ocultarlos al mundo y encerrarlos. Al cabo de unos años, obliga a un médico a separarlos mediante cirugía, pero uno de los siameses muere. Sin embargo, el diabólico espíritu del gemelo volverá desde el más allá para vengarse del padre, a quien culpa de su muerte.

## Reparto
- Mario Almada como Dr. Jack Miller
- Eric del Castillo como Sheriff Frederick Jackson
- Rosa Gloria Chagoyán como Julia
- Alfredo Gutiérrez como Jeremías Santos
- Luis Mario Quiroz como Fred / Eric Jackson
- Roberto Cañedo como Juez
- Alicia Encinas como Mary Jackson
- Alfredo Wally Barrón como Sam (Wally Barron)
- Ramón Menéndez como Fiscal
- Mario Delmar como Smith (tendero)
- Guillermo Inclán como Doctor en juicio
- Edmundo Barahona como Billy
- Antonio Camacho como Asistente del Sherriff (Antonio Camacho)
- Julian Abitia como Empleado postal
- David Montenegro
- Blanca Lidia Muñoz como Matrona orfanato
- Isabel Vázquez «la Chichimeca» como India anciana